# Экситон Френкеля
Экситон Френкеля — предельный случай реализации экситона Ванье — Мотта. Электрон и дырка, составляющие экситон Френкеля, принадлежат одному узлу или соседним узлам кристаллической решётки, таким образом, радиус экситона составляет величину порядка периода решётки.